# Oranjemund
Oranjemund è un centro abitato della Namibia, situato nella regione di ǁKaras.